# Космос (музей)
Музей «Космос» — музей на родине первой женщины-космонавта Валентины Терешковой в селе Никульское (Тутаевский район), филиал Ярославского историко-архитектурного и художественного музея-заповедника.

## Описание
Музей, открытый 23 января 1975 года, расположен в двух зданиях, объединённых в общий комплекс.
Мемориальная часть музея — крестьянская изба, воссозданная по описаниям В. В. Терешковой и её родственников. Родительский дом В. В. Терешковой в деревне Большое Масленниково в 1,5 кМ от Никульского, не сохранился, поэтому вновь построенный деревенский дом сделан по образцу сохранившегося поныне дома матери отца Матрёны Титовны Терешковой[кто?], в котором семья Терешковых жила в годы войны. После войны мать, Елена Фёдоровна Терешкова, с тремя детьми переехала в Ярославль, поэтому никаких вещей деревенского быта не сохранилось. Предметы для интерьера собирались сотрудниками музея-заповедника в ходе экспедиции в окрестных деревнях.
Экспозиция размещается в специально построенном современном здании и повествуют о жизни и деятельности Терешковой и других жителей области, внесших вклад в развитие отечественной космонавтики: конструкторе ракетной техники Михаиле Клавдиевиче Тихонравове, герое России лётчике-космонавте Валерии Ивановиче Токареве. Среди музейных экспонатов — спускаемый аппарат типа «Восток» 1962 года, ложемент космического кресла, скафандры и костюмы первых космонавтов, образцы космической пищи, макеты ракетной и космической техники, коллекция подарков со всех частей света, преподнесённых Терешковой. Некоторые экспонаты разрешается трогать и примерять. Помимо основного экспозиционного зала в здании имеется выставочный зал-фойе, где проходят тематические выставки. На здании размещено мозаичное панно (архитектор Ю. Д. Щербинин, художник Н. Е. Пимонов)
Музей стал культурным центром села. С 2008 года 16 июня проводится акция «Ромашковый рай».

## История
Первые экспонаты собрали заведующие историческими отделами Ярославского музея-заповедника М. К. Карпухович и Н. Я. Тарасова. Решение о создании музея на родине В. В. Терешковой принимал Ярославский обкомом КПСС (первый секретарь Ф. И. Лощенков). Открытие состоялось 25 января 1975 года. Первым экскурсоводом была учительница В. В. Терешковой из ярославской школы № 32 Л. А. Космалева. Посещаемость экспозиции достигала 40 тысяч человек в год.
После кончины Л. А. Космолевой музей возглавила Г. В. Аграфонова. При ней значительно пополнилась коллекция, в 1979 году сделана пристройка к зданию музея; экспозиция получила статус музея «Космос».
В 1991 году в связи с аварийностью здания и нехваткой финансирования музей закрылся.
С 2001 года проводился капитальный ремонт, и 16 июня 2003 года, в день 40-летия полёта Терешковой, начала работу новая экспозиция «Космос женщины XX века».
В ночь на 22 июня 2022 года в музее произошёл пожар.